# Kierz (Lidzbark Warmiński)
Kierz (deutsch Kerschen) ist ein Dorf in der polnischen Woiwodschaft Ermland-Masuren und gehört zur Landgemeinde Lidzbark Warmiński (Heilsberg) im Powiat Lidzbarski (Kreis Heilsberg).

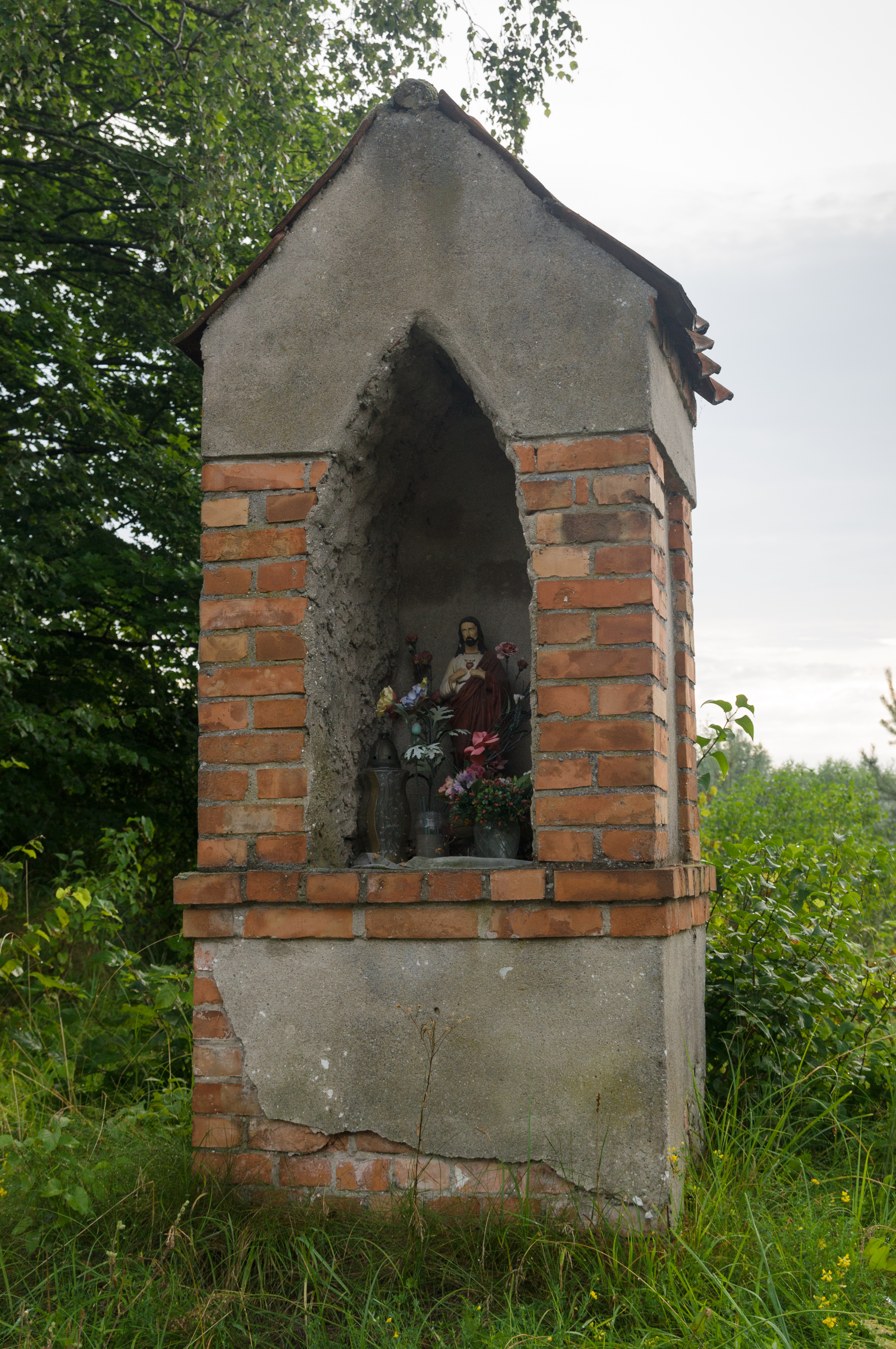
Bildstock bei Kierz

|  |

## Geographische Lage
Kierz liegt im nördlichen Westen der Woiwodschaft Ermland-Masuren, elf Kilometer südlich der Kreisstadt Lidzbark Warmiński (Heilsberg).

## Geschichte
Das einstige Kerschen war ein Ort, dessen kleine Gehöfte weit verstreut lagen. Im Jahre 1874 wurde das kleine Dorf als Landgemeinde in den neu errichteten Amtsbezirk Stolzhagen (polnisch Kochanówka) im ostpreußischen Kreis Heilsberg, Regierungsbezirk Königsberg, eingegliedert.
Im Jahre 1900 waren in Kerschen 157 Einwohner registriert. Ihre Zahl belief sich im Jahre 1933 auf 150 und im Jahre 1939 auf 139.
Als 1945 in Kriegsfolge das gesamte südliche Ostpreußen an Polen fiel, erhielt Kerschen die polnische Namensform „Kierz“. Das Dorf gehört heute zur Gmina Lidzbark Warmiński (Landgemeinde Heilsberg) im Powiat Lidzbarski (Kreis Heilsberg), von 1975 bis 1998 der Woiwodschaft Olsztyn, seither der Woiwodschaft Ermland-Masuren zugeordnet. Im Jahr e2021 zählte Kierz 30 Einwohner.

## Religion
Kierz ist heute wie Kerschen vor 1945 in die römisch-katholische Pfarrei Kochanówka (Stolzhagen) – jetzt dem Erzbistum Ermland zugeordnet – eingegliedert.
Bis 1945 war Kerschen außerdem in die damalige Evangelische Kirche Heilsberg in der Kirchenprovinz Ostpreußen der Kirche der Altpreußischen Union eingepfarrt. Heute gehört Kierz evangelischerseits zur Diözese Masuren der Evangelisch-Augsburgischen Kirche in Polen.

## Verkehr
Kierz liegt an der anfangs als 1533N gekennzeichneten Nebenstraße, die die Stadt Lidzbark Warmiński über Gajlity (Galitten) mit Radostowo (Freudenberg) verbindet.
Eine Bahnanbindung besteht nicht.